# Duillier
Duillier ist eine politische Gemeinde im Distrikt Nyon des Kantons Waadt in der Schweiz.

## Geographie
Duillier liegt auf 466 m ü. M., 3 km nördlich des Bezirkshauptortes Nyon (Luftlinie). Das Dorf erstreckt sich auf einer kleinen Erhebung am Jurasüdfuss, rechts der Niederung der Promenthouse.
Die Fläche des 4,2 km² grossen Gemeindegebiets umfasst einen Abschnitt am Jurasüdfuss. Der Gemeindeboden erstreckt sich von der Talniederung der Asse nordwärts über den Hügel von Duillier bis an den Flusslauf der Promenthouse. Die höchste Erhebung von Duillier wird mit 490 m ü. M. am Jurafuss erreicht. Von der Gemeindefläche entfielen 1997 14 % auf Siedlungen, 8 % auf Wald und Gehölze und 78 % auf Landwirtschaft.
Zu Duillier gehören ein Teil des Weilers Changins (436 m ü. M.) sowie einige Einzelhöfe. Nachbargemeinden von Duillier sind Nyon, Prangins, Coinsins, Givrins und Trélex.

## Bevölkerung
Mit 1114 Einwohnern (Stand 31. Dezember 2023) gehört Duillier zu den kleineren Gemeinden des Kantons Waadt. Von den Bewohnern sind 78,7 % französischsprachig, 9,7 % deutschsprachig und 7,0 % englischsprachig (Stand 2000). Die Bevölkerungszahl von Duillier belief sich 1850 auf 281 Einwohner, 1900 auf 271 Einwohner. Nach 1970 (320 Einwohner) setzte eine rasante Bevölkerungszunahme mit einer Verdreifachung der Einwohnerzahl innerhalb von 30 Jahren ein.

## Wirtschaft
Duillier war bis in die zweite Hälfte des 20. Jahrhunderts ein hauptsächlich durch die Landwirtschaft geprägtes Dorf. Am Südhang des Hügels von Duillier gibt es ein grösseres Weinbaugebiet, während sich die fruchtbaren Böden der restlichen Landwirtschaftsfläche für den Acker- und Gemüsebau eignen. Arbeitsplätze sind auch im Gewerbe und vor allem im Dienstleistungssektor vorhanden. Seit 1886 befindet sich in Changins die Station fédérale de recherches agronomiques de Changins (RAC), die Eidgenössische landwirtschaftliche Forschungsanstalt. In den letzten Jahrzehnten hat sich Duillier dank seiner attraktiven Lage zu einer Wohngemeinde entwickelt. Die meisten Erwerbstätigen sind Wegpendler, die vor allem in Nyon und in Genf arbeiten.

## Verkehr
Die Gemeinde liegt zwar abseits grösserer Durchgangsstrassen, ist aber verkehrstechnisch gut erschlossen. Die Zufahrt erfolgt von Nyon oder von Gland. Der Autobahnanschluss Gland an der A1 (Genf-Lausanne), die durch das Gemeindegebiet verläuft, ist nur rund 3 km vom Ort entfernt. Durch den Postautokurs, der von Nyon nach Gimel verkehrt, ist Duillier an das Netz des öffentlichen Verkehrs angebunden.

## Geschichte
Die erste urkundliche Erwähnung des Ortes erfolgte 1145 unter dem Namen Duelliei, später erschienen die Schreibweisen Duelli, Duilie und Dulliacum. Der Ortsname ist vermutlich vom römischen Personennamen Duellius oder Duilius abgeleitet. Weil das Gemeindearchiv während der Waadtländer Revolution 1798 einem Brand zum Opfer fiel, ist nur relativ wenig über die Ortsgeschichte bekannt. Verschiedene Herrschaften wie auch das Kloster Bonmont hatten Grundbesitz in Duillier.
Mit der Eroberung der Waadt durch Bern im Jahr 1536 kam das Dorf unter die Verwaltung der Vogtei Nyon. Seit 1655 hatte die Herrschaft Duillier die hohe Gerichtsbarkeit inne. Nach dem Zusammenbruch des Ancien Régime gehörte Duillier von 1798 bis 1803 während der Helvetik zum Kanton Léman, der anschliessend mit der Inkraftsetzung der Mediationsverfassung im Kanton Waadt aufging. 1798 wurde es dem Bezirk Nyon zugeteilt.

## Sehenswürdigkeiten
Bereits im 12. Jahrhundert wird ein Schloss in Duillier erwähnt. Der heutige geräumige Bau mit einem sechseckigen Treppenturm wurde im 16. und 17. Jahrhundert errichtet. Das Schloss beherbergte von 1675 bis 1690 eine Druckerei. Die Kirche wurde 1669–70 an der Stelle der im 16. Jahrhundert erwähnten Kapelle Saint-Grat erbaut. Die Grange de Dîme ist eine Zehntscheune aus dem 17. Jahrhundert. Im alten Ortskern sind einige Weinbauernhäuser aus dem 17. bis 19. Jahrhundert erhalten.